# Letham
Letham è un piccolo villaggio del Fife, Scozia, Regno Unito, situato a circa 8 km da Cupar, con una popolazione di 138 abitanti, secondo il censimento del 2001.